# (21664) Konradzuse
(21664) Konradzuse ist ein Asteroid des mittleren Hauptgürtels, der am 4. September 1999 von der tschechischen Astronomin Lenka Kotková (damals noch unter ihrem Geburtsnamen Lenka Šarounová) an der Sternwarte Ondřejov (IAU-Code 557) in Ondřejov u Prahy entdeckt wurde. Eine Sichtung des Asteroiden hatte es vorher schon am 11. Januar 1988 unter der vorläufigen Bezeichnung 1988 AR2 am Karl-Schwarzschild-Observatorium in Tautenburg gegeben.
Der mittlere Durchmesser des Asteroiden wurde mit 4,156 km (±0,181) berechnet.
(21664) Konradzuse ist nach dem deutschen Computerpionier Konrad Zuse benannt. Zuse-Computer waren die ersten Computer, die bei tschechoslowakischen Astronomen zum Einsatz kamen. Die Benennung des Asteroiden erfolgte am 2. September 2001.